# 花原勉
花原 勉（はなはら つとむ、1940年〈昭和15年〉1月3日 - 2024年〈令和6年〉2月5日）は、アマチュアレスリング選手。日本体育大学名誉教授。1964年東京オリンピックレスリンググレコローマンスタイル・フライ級金メダリスト。

## 略歴
山口県下関市出身。山口県立豊浦高等学校に在籍中は柔道部で活躍した。
日本体育大学進学後にレスリングに転向し、1960年から1965年まで日本選手権6連覇。東京オリンピックでも、決勝でブルガリアのケレゾフ選手を撃破し金メダルを獲得。日本レスリング陣の士気を上げる価値ある金メダルであった。後年大学界のレスリング王国と呼ばれる日体大の礎を築いた。
2019年、瑞宝中綬章受章。
2024年2月5日、東京都杉並区の病院で死去。84歳没。闘病していたという。

## 著書
- 『金メダルレストラン－勝つための食事学』（1995年／ベースボールマガジン社）